# Trần Thùy Trang
Trần Thị Thùy Trang (sinh ngày 23 tháng 5 năm 1986 tại Đà Nẵng) là một Diễn Viên, MC người Việt Nam. Cô hiện đang sống và làm việc chủ yếu ở Thành phố Hồ Chí Minh.

## Tiểu sử
Thùy Trang tên đầy đủ là Trần Thị Thùy Trang, là một diễn viên được nhiều người biết đến với các vai diễn truyền hình. Cô bắt đầu được công chúng quan tâm khi lọt vào Top 10 cuộc thi Người dẫn chương trình truyền hình 2005, và sau đó là thành tích Top 10 Người đẹp hoa anh đào.
Vai diễn trong bộ phim Gió nghịch mùa đã giúp Thùy Trang chiếm được cảm tình của đông đảo khán giả. Và cũng chính vai diễn này đã giúp cô lọt vào Top 3 Giải thưởng HTV 2010. Nhờ sở hữu nét đẹp dịu dàng, dễ thương, Thùy Trang đã kết duyên với những vai diễn đằm thắm, nhu mì và có phần bất hạnh. Là một người gốc Bắc, rất coi trọng danh tiếng nên Thùy Trang là một trong những nghệ sĩ sống nề nếp và kín tiếng trong showbiz.
Từng ví von rằng mình đóng những vai hiền lành và yếu đuối giống như đang đeo một chiếc "mặt nạ" chứ thật ra ngoài đời nữ diễn viên lại là người rất mạnh mẽ, cá tính và thậm chí là lỳ. Trong bộ phim Mặt nạ thiên thần, Thùy Trang vào vai Thùy Dương - một cô gái nết na sinh ra trong một gia đình khá giả. Nhưng vì hoàn cảnh đưa đẩy nên gia đình Thùy Dương bị phá sản. Dương phải chia tay bạn trai để làm vợ một người khác. Tuy được chồng hết mực cưng chiều nhưng Dương lại bị mẹ chồng độc đoán hành hạ.
Mỗi lần nhìn thấy Thùy Trang xuất hiện trên phim, khán giả lại mặc định là phim đó nhân vật của cô sẽ khóc hết nước mắt. Nhiều người còn đặt cho Thùy Trang biệt danh "Cô gái khóc nhiều nhất trên màn ảnh". Nhưng để có được những cảnh quay lay động lòng người, đôi khi cô đã phải rất vất vả, có lúc diễn đến kiệt sức.
Hóa thân vào nhiều vai diễn "mít ướt", nhưng Thùy Trang không vì thế mà sợ mình bị "nhạt" trước công chúng. Cô cho biết mỗi lần nhận kịch bản mà gặp phải vai mít ướt, cô luôn tự nhủ sẽ đóng nốt lần này nữa thôi. Thế nhưng đến nay đã không biết bao nhiêu cái một lần cuối. Rồi cuối cùng, cô bị đóng khung vào những vai diễn hiền lành như vậy.

## Sự nghiệp

### Con đường đến với phim ảnh
Năm 2005, Thùy Trang thi đỗ và theo học Đại học Sân khấu - Điện ảnh Thành phố Hồ Chí Minh. Thật may mắn ngay từ khi mới năm nhất, cô đã được các đạo diễn mời tham gia các bộ phim như: Đi về phía mặt trời, Một khúc cầm chơi… Nhưng theo lời nữ diễn viên kể thì may mắn chưa thật sự đến với cô. Mơ ước trở thành người nổi tiếng nên khi nhìn những anh chị diễn viên xuất hiện trên truyền hình, cô thường nghĩ rồi một ngày nào đó mình cũng được như vậy. Từ đó, cô ấp ủ và nuôi lớn ước mơ, dồn hết tâm huyết của một người trẻ với mong muốn khán giả có thể nhớ đến mình. Thứ hai nữa, qua những vai diễn ấy các đạo diễn có thể tin tưởng và giao cho cô những vai có nhiều đất diễn hơn.

## Phim đã tham gia

### Phim ca nhạc
| Năm  | Phim                  | Vai diễn | Nguồn |
| ---- | --------------------- | -------- | ----- |
| 2010 | Sứ mệnh siêu nhân     |          |       |
| 2019 | Thương người trong mơ |          |       |

### Phim truyền hình
| Năm  | Phim                       | Vai diễn                   | Kênh       | Nguồn |
| ---- | -------------------------- | -------------------------- | ---------- | ----- |
| 2006 | Đi về phía mặt trời        |                            | HTV9       |       |
| 2007 | Một khúc cầm chơi          |                            |            |       |
| 2008 | Đam mê                     |                            | HTV9       |       |
| 2009 | Gió nghịch mùa             | Tường Lam                  | HTV7       |       |
| 2009 | Hạnh phúc mong manh        |                            | THVL1      |       |
| 2010 | Đối mặt                    | Phương Linh / Phương Nga   | HTV7       |       |
| 2010 | Tại tôi                    | Nhung                      | HTV9       |       |
| 2010 | Thẩm mỹ viện               | Tuyết Lê                   | HTV9       |       |
| 2011 | Đồng tiền muôn mặt         |                            | HTV9       |       |
| 2012 | Khi yêu đừng nói chia tay  | Thanh                      | VTV9       |       |
| 2012 | Khoảnh khắc tình cờ        | Phương                     | VTV9       |       |
| 2012 | Cạm bẫy                    | Hoàng Trang                | VTV3       |       |
| 2012 | Cầu vồng sau mưa           | Thùy Trang                 | HTV7       |       |
| 2012 | Xương rồng trên cát        | Hạnh                       | HTV7       |       |
| 2012 | Hoa hướng dương            |                            | HTV7       |       |
| 2013 | Bẫy tình                   |                            | HTV9       |       |
| 2013 | Cái giá của danh vọng      | Kiều Như                   | VTV9       |       |
| 2013 | Hai người cha              |                            | SCTV14     |       |
| 2014 | Lửa trên băng              | Sương Sa                   | HTV7       |       |
| 2014 | Vòng vây hoa hồng          | Hà My                      | HTV7       |       |
| 2014 | Hãy để anh yêu em          | Trinh                      | SCTV14     |       |
| 2015 | Hãy nói về tình yêu        |                            | HTV9       |       |
| 2015 | Nợ ân tình                 | Bạch Cúc                   | SCTV14     |       |
| 2015 | Dâu trăm họ                | Xuân                       | SCTV14     |       |
| 2015 | Mặt nạ thiên thần          | Thùy Dương                 | HTV7       |       |
| 2016 | Chị em nhà Đông Các        | Đông Oanh                  | TodayTV    |       |
| 2016 | Giá của nụ cười            | Napi                       | Let's Viet |       |
| 2017 | Duyên nợ ba sinh           | Xuân Thương                | THVL1      |       |
| 2017 | Chỉ là ảo ảnh              | Nhã Hân                    | THVL1      |       |
| 2017 | Duyên định kim tiền        | Hai Liền                   | TodayTV    |       |
| 2017 | Trả giá                    |                            | VTV6       | [ 4 ] |
| 2017 | Gió vẫn thổi từ biển       | Thảo                       | SCTV14     |       |
| 2018 | Trái tim của sói           | Xuân                       | HTV9       |       |
| 2018 | Gạo nếp gạo tẻ             | Phúc                       | HTV2       |       |
| 2018 | Nhà ông Hoàng có ma        | Bà Lệ                      | SCTV14     | [ 5 ] |
| 2019 | Bến bờ yêu thương          | Diễm                       | VTC1       |       |
| 2019 | Ngôi nhà hạnh phúc         | Mỹ Lệ                      | TodayTV    |       |
| 2019 | La la school               |                            | HTV7       |       |
| 2019 | Khi thân chủ là người tình | Hiền                       | SCTV14     |       |
| 2020 | Gạo nếp gạo tẻ 2           | Bà Quỳnh (trẻ) / Minh Thảo | HTV2       |       |
| 2020 | Vực thẳm chiều trôi        | Ánh                        | TodayTV    |       |
| 2020 | Ngày đông có nắng          | Chân Minh                  | SCTV14     |       |
| 2020 | Chiều nghiêng              | Út Sang                    | SCTV14     |       |
| 2021 | Một đám cưới ba nàng dâu   | Luccy                      | THVL1      |       |
| 2021 | Má tôi là đại gia          | Thu Thủy                   | SCTV6      |       |
| 2022 | Tiệm sà bì chưởn           | Make Up                    | SCTV6      |       |
| 2022 | Bí mật nghiệt ngã          | Bà Trúc Lệ                 | THVL1      |       |
| 2022 | Hoàng hạc lâu              | Hồng Thắm                  | SCTV6      |       |
| 2023 | Nữ chủ                     | Bà Hà                      | VieON      |       |
| 2023 | Cuộc hẹn định mệnh         | Cát Tường                  | VTV3       |       |
| 2023 | Nghĩa nặng hơn tình        | Bà Cả                      | SCTV14     |       |

### Phim điện ảnh
| Năm       | Phim                      | Vai diễn        | Nguồn |
| --------- | ------------------------- | --------------- | ----- |
| 2013 2019 | Tâm bão Hợp đồng bán mình | Quỳnh Trang Thu |       |

### Đóng MV
| Năm  | Tựa                              | Ca sĩ         |
| ---- | -------------------------------- | ------------- |
| 2006 | Đừng làm một người giống như tôi | Châu Gia Kiệt |
| 2008 | Nói cho anh nghe về em           | Đan Trường    |

## Giải thưởng
| Năm  | Giải thưởng   | Hạng mục                               | Tác phẩm            | Kết quả   | Nguồn |
| ---- | ------------- | -------------------------------------- | ------------------- | --------- | ----- |
| 2018 | Ngôi Sao Xanh | Nữ diễn viên truyền hình xuất sắc nhất | Duyên định kim tiền | Đoạt giải | [ 6 ] |